# Josh Harder

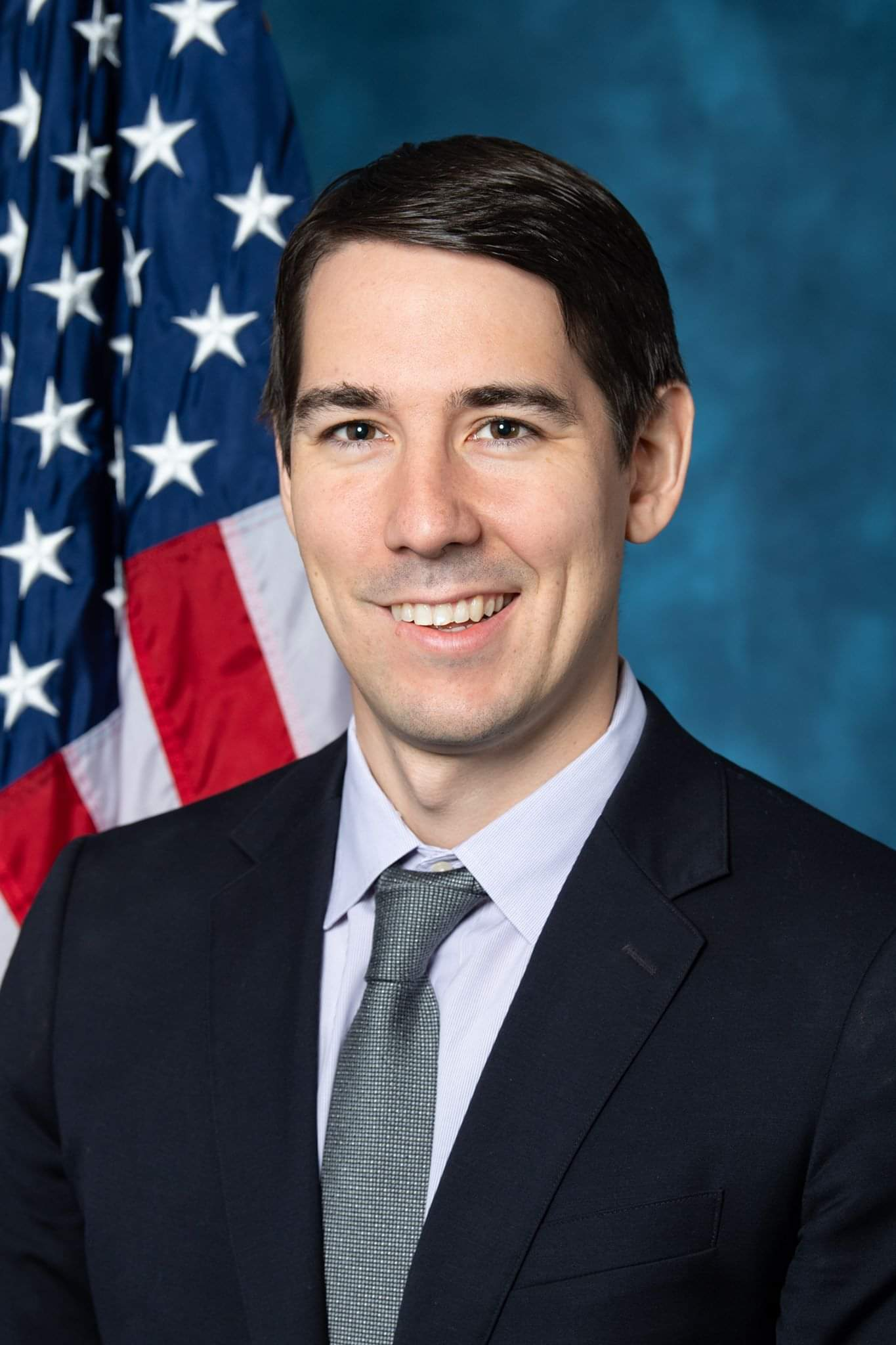
Josh Harder (2019)

Joshua „Josh“ Keck Harder (* 1. August 1986 in Turlock, Stanislaus County, Kalifornien) ist ein US-amerikanischer Politiker der Demokratischen Partei. Seit 2023 vertritt er den zehnten Distrikt des Bundesstaats Kalifornien im Repräsentantenhaus der Vereinigten Staaten.

## Leben
Joshua Harder wurde am 1. August 1986 in Turlock im Bundesstaat Kalifornien geboren. Seine Mutter Linda ist eine freiwillige Trauerberaterin in Turlock, sein Vater Mark ist Augenarzt. Er absolvierte die Modesto High School. Er hat erwarb Bachelor of Arts in Politikwissenschaft und Wirtschaft an der Stanford University sowie einen Master of Business Administration und einen Master of Public Policy an der Harvard Business School und Harvard Kennedy School. Danach unterrichtete er Wirtschaft am Modesto Junior College.
Harder lebt mit seiner Frau Pam im California Central Valley.

## Politische Karriere
Im Mai 2017 gab Harder seine Kandidatur für die Repräsentantenhauswahl 2018 zum zehnten Sitzes des Bundesstaates Kalifornien im Repräsentantenhaus der Vereinigten Staaten an. In der Vorwahl lag Harder mit 16,7 Prozent hinter dem amtierenden Inhaber des zehnten Sitzes, Jeff Denham von der Republikanischen Partei (37,8 Prozent). Die Wahl am 6. November 2018 gewann Harder jedoch mit 52,3 Prozent der Stimmen.
Die offene Primary (Vorwahl) für die Wahlen 2022, nunmehr für den neunten Distrikt, am 7. Juni gewann er mit 37,9 % der Stimmen. Er trat dadurch am 8. November 2022 gegen Tom Patti von der Republikanischen Partei an. Er konnte die Wahl mit 56,3 % der Stimmen für sich entscheiden und ist dadurch auch im Repräsentantenhaus des 118. Kongresses vertreten. Diesen Bezirk vertrat zuvor sein Parteikollege Jerry McNerney, der am 18. Januar 2022 ankündigte, auf eine weitere Kandidatur zu verzichten. Zur Kongresswahl 2024 zum 119. Kongress der Vereinigten Staaten qualifizierten sich in der Vorwahl Harder und der republikanische Bürgermeister von Stockton Kevin Lincoln. Harder setzte sich gegen Lincoln mit 51,8 % in der Hauptwahl im 9. Wahlkreis durch.

### Ausschüsse
Harder ist aktuell Mitglied in folgenden Ausschüssen des Repräsentantenhauses:
- Committee on Appropriations
  - Interior, Environment, and Related Agencies
  - Labor, Health and Human Services, Education, and Related Agencies

Harder gehörte zuvor auch dem Committee on Agriculture an.